# Homo faber
Homo faber (tiếng La tinh để chỉ "người sáng tạo" liên quan tới homo sapiens nghĩa là "người thông thái") là một khái niệm triết học được Hannah Arendt (1906-1975) và Max Scheler (1874-1928) khớp nối lại nhằm chỉ tới con người trong việc kiểm soát môi trường xung quanh bằng các công cụ. Henri Bergson (1859-1941) cũng nhắc tới khái niệm này trong L'Évolution créatrice (Sáng hóa luận) (1907), khi định nghĩa trí tuệ theo nguyên nghĩa của nó như là "khả năng sáng tạo ra các đồ vật nhân tạo, cụ thể là các công cụ để làm ra các công cụ, và biến đổi vô hạn việc làm ra chúng".
Trong văn chương La tinh, Appius Claudius Caecus đã sử dụng thuật ngữ này trong Sententiæ, khi nói tới khả năng của con người trong kiểm soát vận mệnh của mình và những gì xung quanh: Homo faber suae quisque fortunae (Mỗi con người đều là nghệ nhân của vận mệnh mình).
Trong nhân loại học, Homo faber, với ý nghĩa như là "người làm việc", được đặt đối diện với Homo ludens - "người rong chơi", là người gắn với tiêu khiển, hài hước và giải trí.
Homo faber cũng có thể được sử dụng để đối lập hay xếp cạnh Deus faber ("Đấng tạo hóa"), với nguyên mẫu của nó là các loại thần thợ rèn khác nhau.
Homo Faber là tiêu đề của một tiểu thuyết có ảnh hưởng của nhà văn Thụy Sĩ Max Frisch, xuất bản năm 1957. Cuốn sách này đã được dựng thành phim Voyager với các vai diễn chính của Sam Shepard (vai Walter Faber), Julie Delpy (vai Sabeth) và Barbara Sukowa (vai Hannah).
Homo Faber cũng là một trong năm lĩnh vực tương tác của IBMYP (International Baccalaureate Middle Years Programme), trước khi nó được thay thế bằng "Human Ingenuity" (Tính khéo léo của con người).
"Homo Faber" cũng là tiêu đề của một bài thơ ngắn của Frank Bidart (1939-) trong tuyển tập Desire (1997) của ông.
Trong tiểu thuyết Fahrenheit 451 (1953) của Ray Bradbury (1920-2012), một nhân vật có tên là giáo sư Faber đã chế ra một tai nghe radio ẩn mà ông dùng để chỉ dẫn các suy nghĩ và hành động cho nhân vật chính của tiểu thuyết là Guy Montag.